# Howlong
Howlong est une ville australienne située dans la zone d'administration locale de Federation en Nouvelle-Galles du Sud. La population s'élevait à 2 777 habitants en 2016.
La ville est établie au bord du Murray, à 582 km au sud-ouest de Sydney. Elle est traversée par la Riverina Highway.
Elle fait partie du comté de Corowa jusqu'en 2016, quand celui-ci est intégré au sein de la zone d'administration locale de Federation.